# Алхемичарева халуцинација
Алхемичарева халуцинација (фр. L'hallucination de l'alchimiste) француски је црно-бели неми хорор филм из 1897. године, редитеља Жоржа Мелијеса, који и тумачи једну од главних улога.
Филм је наведен под редним бројем 95. у каталогу Мелијесове издавачке куће Star Film Company и данас се сматра изгубљеним. Могу се наћи онлајн видео записи у чијем опису се наводи да је у њима приказан овај филм, међутим ради се о другом Мелијесовом филму, Алхемичар Парафарагарамус или паклени одговор.
Продукцијска кућа Edison Manufacturing Company је 1900. објавила кратки филм Алхемичар и кловн, који је највероватније био инспирисан Алхемичаревом халуцинацијом.

## Радња
У филму се приказује звезда сачињена од пет женских глава и огромног лица, на чија уста излазе људе. Сценографија за филм је била ручно обојена.